# Phryneta leprosa
Phryneta leprosa là một loài bọ cánh cứng trong họ Cerambycidae.